# El Bajondillo
El Bajondillo es un barrio del municipio de Torremolinos, en la provincia de Málaga. Se trata de un antiguo barrio de pescadores situado al nordeste del centro de la ciudad. Este barrio hace de nexo entre el núcleo urbano de Torremolinos, por medio de la popular calle San Miguel, con la costa, precisamente con la playa de El Bajondillo.

En este popular barrio de la ciudad torremolinense podemos contemplar un gran número de tiendas que comprenden desde la restauración, el ocio, ajuar o los complementos y textiles, todo ello engalanado por calles del más puro estilo andaluz.

## Historia
Hacia principios del siglo XX sólo contaba con unos 60 vecinos, siendo la principal actividad económica de la zona la pesca de forma tradicional, tenemos que tener en cuenta que a partir de la década de los años cincuenta y sesenta es cuando este barrio cambia de forma radical, dejando a un lado las actividades del sector primario, para abrir paso a las actividades del sector terciario como podía ser la hostelería y restauración, siendo este el motor económico del municipio de Torremolinos.

Gracias a los estudios llevados a cabo en la cueva de El Bajondillo, se tiene constancia de asentamientos humanos en la zona desde la Edad de Piedra. gracias a los restos de moluscos encontrados en este asentamiento, por lo que el poblamiento de la zona es más antiguo de lo que se pensaba hasta el momento.

## Transporte
Por el barrio de El Bajondillo pasa la línea de autobuses urbanos de Torremolinos número 2

| Línea | Trayecto                | Recorrido y horarios | Operadora               |
| ----- | ----------------------- | -------------------- | ----------------------- |
| L2    | Torremolinos - Playamar |                      | Urbanos de Torremolinos |